# Hassani Gravett
Hassani Jevon Rooks Gravett (Villa Rica, 16 luglio 1996) è un cestista statunitense.

## Palmarès
- Campionato macedone: 1

MZT Skopje: 2020-2021
- Coppa di Macedonia: 1

MZT Skopje: 2021